# Bolemoreus
Bolemoreus és un gènere d'ocells de la família dels melifàgids (Meliphagidae).

## Taxonomia
Segons la classificació del Congrés Ornitològic Internacional (versió 14.2, 2024) aquest gènere està format per dues espècies:
- Bolemoreus frenatus - menjamel embridat[4][5]
- Bolemoreus hindwoodi - menjamel de Hindwood[6][7]